# ميخائيل روبرتسون (لاعب دوري الرغبي)
ميخائيل روبرتسون (بالإنجليزية: Michael Robertson)‏ هو لاعب دوري الرغبي أسترالي، ولد في 14 أبريل 1983 في ولينغتون ‏ في أستراليا.